# João Francisco Lopes Rodrigues
João Francisco Lopes Rodrigues (Salvador, 19 de dezembro de 1825 — Salvador, 11 de outubro de 1893) foi um educador, pintor e artista brasileiro, tendo ficado famoso por seus retratos e obras religiosas.
Filho de Manuel Lopes Rodrigues e Ana Constança dos Reis, casou-se com Isabel Teixeira Machado e teve seis filhos, entre eles Manuel Lopes Rodrigues, também famoso pintor.
Está sepultado no Mosteiro de São Bento da Bahia, no jazigo da família.

## Carreira
Foi aluno na Aula Pública de Desenho da Bahia, estudando com José Rodrigues Nunes e também foi assistente de Teófilo de Jesus. Tornou-se professor de desenho e pintura e foi quem ensinou as primeiras lições para seus filhos, Antônio, Maria Constança e Manoel Lopes Rodrigues, sendo este último o que obteve maior projeção com a pintura.
Foi um dos professores que fizeram parte do grupo que formou o Liceu de Artes e Ofícios. É nomeado Cavaleiro da Ordem da Rosa em 1874, pelos serviços prestados ao Império e à província da Bahia. Em 1877, começa a trabalhar como desenhista da Repartição de Obras Públicas da Bahia, tornando-se depois efetivo.
Em Belo Horizonte, foi responsável pelas das obras da Igreja Matriz de Carinhanha. Era auxiliar de Miguel Navarro Cañizares e junto com ele é um dos fundadores da antiga Academia de Belas Artes da Bahia, onde lecionou desenho e pintura de 1877 a 1893, foi também professor de estudos de gesso e roupagem em 1880, além de ter sido seu diretor. Também foi sócio da Sociedade Montepio dos Artistas da Bahia, segundo historiadora Maria Conceição Barbosa da Costa e Silva.

## Obras
Seu nome e sua obra são associadas ao que se convencionou chamar de escola baiana de pintura. Conforme as práticas dos pintores desta escola, 

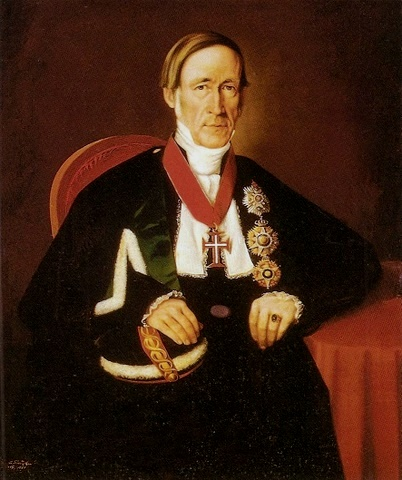
Retrato do Conselheiro Jonathas Abbott (sem data), por João Francisco Lopes Rodrigues. Museu de Arte da Bahia, Salvador.

João Francisco produz várias imagens religiosas, normalmente encomendas para as igrejas católicas do estado da Bahia. Entretanto ele não se restringiu somente à isso. Em sua produção, destacam-se além das pinturas religiosas, também os retratos, naturezas-mortas e vários desenhos de plantas de projetos. Entre os retratos que produziu, está o do Imperador Dom Pedro II, algumas autoridades religiosas e Jonathas Abbott, colecionador de arte. De desenho de plantas destaca-se o Monumento Riachuelo.
O Museu de Arte da Bahia adquiriu a coleção de pinturas do médico Jonathas Abbott, o que permitiu conhecer um pouco sobre o trabalho de João Francisco, cuja documentação, registros são insuficientes.
Entre suas obras, estão:
- Jesus Cristo cercado de Crianças (1890) - na Casa Pia dos Órfãos [6]
- Tainhas (1860) - no Museu de Arte da Bahia [7]
- Retrato Conselheiro Pedro Luiz Pereira de Souza (1882)  - na Associação Comercial da Bahia
- Pássaros Mortos (1861) - no Museu de Arte da Bahia
- Bananas - Coleção Particular Denacy de Castro Lima (bisneta de João Francisco Lopes Rodrigues)[4]
- Bacalhau e Garoupa (1890) - no Museu de Arte da Bahia
- A Lavadeira - no Museu Carlos Costa Pinto
- Retrato de D. Luiz da Conceição Saraiva - Bispo do Maranhão (1863) - no Mosteiro de São Bento
- Retrato do Imperador Dom Pedro II - um está no Montepio dos Artistas, o outro na Associação Comercial da Bahia
- Retrato do Conselheiro Jonathas Abbott - no Museu de Arte da Bahia